# Авангард (Ладижин)
«Авангард» (Ладижин) — український футбольний клуб з міста Ладижин Вінницької області. Виступає в Чемпіонаті та Кубку Вінницької області. Домашні матчі приймає на стадіоні «Авангард» імені Павла Кривохижі місткістю 620 глядачів.

## Історія назв
- 1968—1973: «ДРЕС» (Ладижин)
- 1973—1975: «Авангард» (Ладижин)
- 1975—1978: «ДРЕС» (Ладижин)
- 1978—1979: «Енергетик» (Ладижин)
- 1979—2003: «Авангард» (Ладижин)

Домашній стадіон «Авангард»

- 2003—2016: «Авангард-Енергія» (Ладижин)
- з 2016: «Авангард» (Ладижин)

## Досягнення
- Срібний призер Чемпіонату Вінницької області (1): 2003/04
- Бронзовий призер Чемпіонату Вінницької області (2): 2000/01, 2023/24
- Володар Кубку Вінницької області (1): 1981
- Фіналіст Кубку Вінницької області (1): 1982

## Відомі футболісти
- Сергій Шестаков
- Михайло Шестаков
- Ігор Павлик
- Олег Павлик
- Віктор Гладкий
- Павло Кривохижа

## Тренери
- Олег Павлик (з 2015)